# Пам'ятний знак жертвам Голодомору 1932—1933 років (Краснопілля)
Пам'ятний знак жертвам Голодомору у Краснопіллі — це комплекс з трьох символічних хрестів на вшанування жертв Голодомору (1932—1933) у селищі Краснопілля Краснопільського району Сумської області.

## Загальні дані
Пам'ятний знак відкрито 25 листопада 2006 року поблизу місця, де колись було старе кладовище у селищі Краснопілля (нині — Сумської області. Нині — це вулиця Перемоги в селищі біля стадіону «Колос».
У 1932—1933 роках на старому цвинтарі селища хоронили людей в мішках. В одну яму могли кидати по 20 чоловік. В селі голодною смертю в 1932—1933 роках померло близько 100 осіб. Свідками подій 1932—1933 років стали Бондаренко Ганна Дмитрівна, Рибалко Єлизавета Степанівна, Вовк Василь Іванович, Біланова Анна Андріївна, Пелепець Тетяна Сергіївна

## Опис
Ідея встановлення пам'ятного знаку належить голові Краснопільської районної державної адміністрації Івану Бортніку. Він також став і автором ескізу. Автором пам'ятного знаку є завідувач відділом містобудування, архітектури та житлово-комунального господарства Краснопільської райдержадміністрації А. В. Кононенко.